# Parafia Świętych Apostołów Piotra i Pawła w Sobocie (diecezja łowicka)
Parafia Świętych Apostołów Piotra i Pawła w Sobocie – rzymskokatolicka parafia należąca do dekanatu Piątek diecezji łowickiej. Erygowana w XIV wieku
Duszpasterstwo w niej prowadzą księża diecezjalni. Kościół parafialny pw. Świętych Apostołów Piotra i Pawła został ufundowany w 1518 roku przez kasztelana łęczyckiego Tomasza Sobockiego.

## Zasięg parafii
- miejscowości: Emilianów, Gosławice, Leśniczówka, Przezwiska, Sobocka Wieś, Urzecze, Wiewiórz, Wola Kałkowa, Wolska Kolonia i Zakrzew[1].
- Sobota – ulice: Bąkowska, Łowicka, Parkowa, Słoneczna, Szkolna, Warszawska, Wojdówka, Zachodnia, Zawiszy Czarnego[1].